# Löchgauer Bank
Die Löchgauer Bank eG war von 1902 bis 2016 eine Genossenschaftsbank im nördlichen Kreis Ludwigsburg. Sie wurde 1902 als Spar- und Darlehenskasse Löchgau im Sinne von Friedrich Wilhelm Raiffeisen und Hermann Schulze-Delitzsch gegründet. Der erste Geschäftsführer war Friedrich Klink. 1910 entstand auch im Nachbarort Freudental eine Kasse derselben Form. Bemerkenswert war, dass in den Jahren 1931 bis 1953 eine Frau, Berta Riecker, mehr als 20 Jahre lang als Rechnerin die Geschicke der Bank lenkte.
Im Jahr 1954 wurde Herbert Zucker (1925–2006) zum Geschäftsführer bestellt, der ab 1964 erstmals dem Vorstand angehörte. Die Spar- und Darlehenskasse Löchgau wurde 1957 umbenannt in Genossenschaftsbank Löchgau eGmbH (eingetragene Genossenschaft mit beschränkter Haftung). 1964 erhielt das Kreditinstitut den Namen Löchgauer Bank eGmbH (später nach Gesetzesreform den Rechtsformzusatz eG – eingetragene Genossenschaft). Im Jahr 1971 erfolgte die Fusion zwischen der Löchgauer Bank und der Genossenschaftsbank Freudental. Bis in die achtziger Jahre war der Bank ein sog. Lagerhaus (für den ländlichen Warenbedarf) angeschlossen, das 1989 zeitgleich mit dem Bezug eines neu erbauten Bankgebäudes von der WLZ Raiffeisen (heute BayWa Agrar AG) übernommen und weitergeführt wurde.

## Fusion
Im Jahre 2016 fusionierte die Löchgauer Bank eG in einer sog. Vierer-Fusion mit drei anderen Banken (Raiffeisenbank Kirchheim-Walheim eG, Raiffeisenbank Ingersheim eG und der VR-Bank Neckar-Enz eG).
Bereits fünf Jahre später ging das Institut in der VR-Bank Ludwigsburg auf.